# Carex hypandra
Carex hypandra är en halvgräsart som beskrevs av Ferdinand von Mueller. Carex hypandra ingår i släktet starrar, och familjen halvgräs. Inga underarter finns listade i Catalogue of Life.